# 薩摩浄雲
薩摩 浄雲（さつま じょううん、1593年/1595年（文禄2年/4年）- 1672年（寛文12年））は、江戸時代前期の浄瑠璃太夫である。幼名は熊村小平太。通称は虎屋次郎右衛門。

## 経歴・人物
京都（一説に和泉の堺、紀伊）の生まれ。若くして沢住検校の門人となり、古浄瑠璃を学んだ。1624年（寛永元年）に江戸に移り、薩摩座を興した。後に堺町で、当時大坂で活躍していた井上播磨掾や伊藤出羽掾等のからくり人形を取り入れた上方浄瑠璃を江戸の庶民らに上演し、人気を博した。
その後薩摩藩邸で浄瑠璃を演じ、当時藩主であった島津家久や島津光久の恩恵を受けて「薩摩太夫」という名をもらう。後に勇敢で硬派な語り口を取り入れた曲風の作品を多く上演した。この曲風は後に「薩摩節」と呼ばれ、一躍有名となった。また、同時期に同じく江戸で活躍していた杉山丹後掾と共に江戸の浄瑠璃開祖の双璧を成し遂げた。晩年には剃髪し、浄雲と号して後継者と共に演じる等、死去するまで一座は廃れる事はなかった。なお、彼は初代浄雲とされ、2代目浄雲も存在したとされているが、不明である。没後、東京都文京区向丘にある栄松院に葬られた。

## 主な弟子
- 初代虎屋源太夫
- 桜井丹波少掾（初代桜井和泉太夫）
- 伊勢大掾（伊勢島宮内）

等がおり、浄雲の弟子のうち一人は享保の頃に現代の歌舞伎における大薩摩節を創始したとされている。

## 主な作品

### 代表的な作品
- 『はなや』- 1634年（寛永11年）刊行。正本。

### その他の作品
- 『小袖そが（蘇我）』
- 『酒呑童子』